# Ruinart

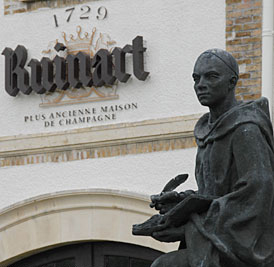
Champagnehuset Ruinart, entré.

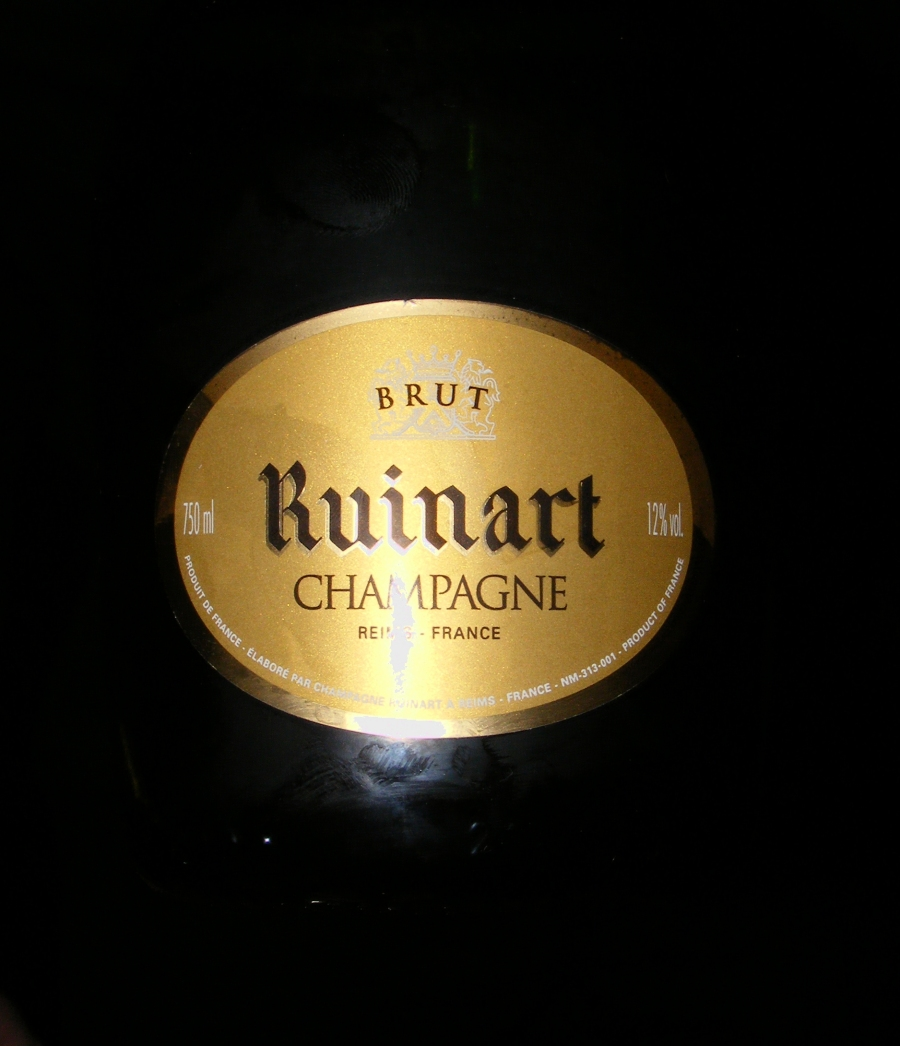
Ruinart champagne.

Huset Ruinart är det första och äldsta ännu verksamma specialiserade Champagnehuset. Företaget grundades 1729 och huvudkontoret ligger i staden Reims i regionen Champagne-Ardenne.

## Grundaren
Huset grundades av Nicolas Irénée Ruinart (1697-1769), brorson till benediktinmunken Dom Ruinart (1657-1709).
Nicolas Ruinart var från början tyghandlare som också erbjöd sina kunder viner framställda på hans egna vingårdar. Av Dom Ruinart lärde han sig senare att även tillverka champagne.

## Företaget
Huset Ruinart Maison de Champagne grundades den 1 september 1729 i staden Épernay som världens första specialiserade champagnetillverkare. Husen Gosset (grundad 1584) och huset Philipponnat (grundad 1522) är visserligen äldre men tillverkade i början endast vanliga viner.
Tillverkningsmetoderna för mousserande viner hade utvecklades av Dom Pérignon redan i slutet på 1600-talet. Vinet förvarades dock då i fat vilket omöjliggjorde transporter.
Först efter ett Arrêté royal (Kungligt dekret) utfärdad den 25 maj 1728 av Ludvig XV av Frankrike tilläts nu vin att även transporteras på flaskor och förutsättningarna för champagnehusen grundlades.
1735 övergick man till att endast tillverka champagne och efter Nicolas Ruinarts död övertogs företaget av sonen Claude Ruinart som hade arbetat i företaget sedan 1764 då man också ändrade namnet till Ruinart Père et Fils. Claude flyttade nu verksamheten till staden Reims.
Efter Claudes död 1798 övertog äldste sonen Irénée Ruinart företaget och 1826 dennes son Edmond Ruinart. Företaget stannade inom familjen fram till 1963.
1963 såldes familjeföretaget till Moët & Chandon och idag ingår företaget i bolaget LVMH Moët Hennessy - Louis Vuitton SA.
Husets prestigechampagne (La Cuvée Prestige) heter "Dom Ruinart".